# Rösjön (Risinge socken, Östergötland)
Rösjön är en sjö i Finspångs kommun i Östergötland och ingår i Motala ströms huvudavrinningsområde. Sjöns area är 0,027 kvadratkilometer och den befinner sig 70 meter över havet.